# Beljin
Beljin (cyr. Бељин) – wieś w Serbii, w okręgu maczwańskim, w gminie Vladimirci. W 2011 roku liczyła 486 mieszkańców.